# Aeronautica navale della marina imperiale giapponese
Il Dai-Nippon Teikoku Kaigun Kōkū Hombu (大日本帝国海軍航空本部? lett. "Servizio aeronautico della Marina imperiale giapponese") è stato dal 1912 al 1945 l'aviazione navale  dell'Impero giapponese e parte integrante delle forze armate giapponesi durante la seconda guerra mondiale.

## Compiti
L'aviazione giapponese non era una forza armata indipendente, ma l'esercito e la marina avevano una propria aviazione e le due spesso erano in conflitto tra loro sia per quanto riguarda la strategia operativa che per la priorità nei rifornimenti di mezzi e materiali. Il compito primario dell'aviazione di marina era di appoggiare le forze di superficie e condurre operazioni contro l'aviazione nemica. Non era teoricamente previsto che attuasse operazioni strategiche di sua iniziativa. Il servizio aereo era relativamente esiguo e i piloti pochi, pertanto era difficile sostituire gli eventuali caduti.

## Storia

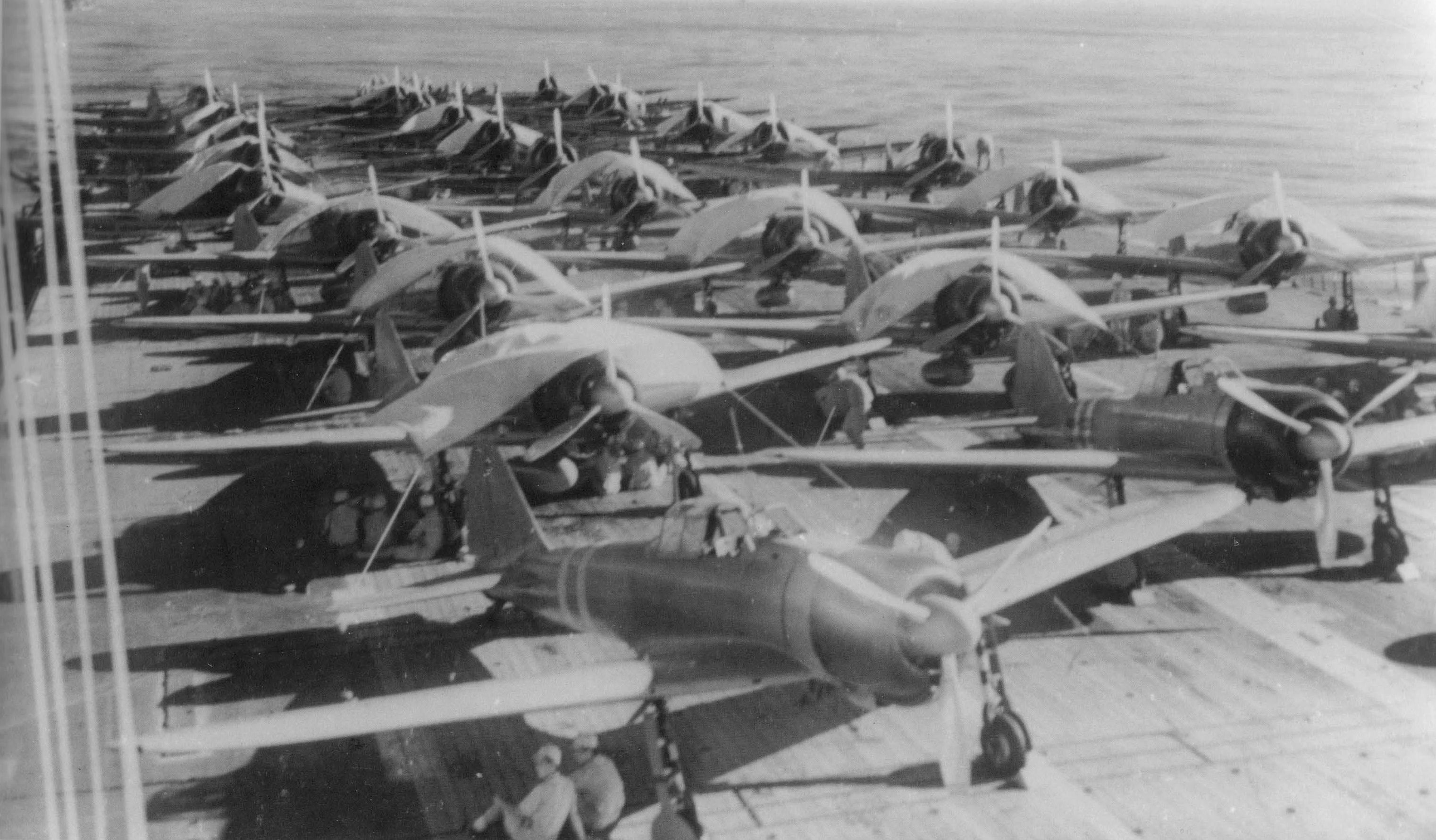
Il personale tecnico si adopera intorno agli aerei della portaerei Zuikaku il 5 maggio 1942, alla vigilia della battaglia del Mar dei Coralli

All'inizio della guerra, vera spina dorsale delle forze aeree nipponiche era l'aviazione imbarcata sulle grandi portaerei come la Akagi, la Kaga, la Hiryu e la Soryu, oltre che gli stormi da bombardamento, siluramento e ricognizione con base a terra. Nei primi mesi di guerra, almeno sino alle battaglie di Midway e Guadalcanal, l'aviazione navale giapponese fu molto probabilmente la migliore al mondo potendo disporre di equipaggi superbamente addestrati per anni. A questi ultimi sono da ascrivere, per esempio, operazioni come l'affondamento delle navi inglesi Repulse e Prince of Wales o della portaerei Hermes nel 1941.
Con il progressivo affondamento delle portaerei da parte statunitense e la falcidie operata sui loro gruppi imbarcati, l'aviazione navale giocò un ruolo sempre più marginale, diventando da arma offensiva una semplice scorta ravvicinata, nel migliore dei casi, o un serbatoio di mezzi e piloti sempre più inesperti che verso la fine della guerra furono ampiamente usati come kamikaze. Soprattutto l'aviazione navale si trovò in gravi difficoltà a sostituire i propri piloti: da una parte l'addestramento dei piloti imbarcati giapponesi era molto accurato e laborioso, difficile da semplificare, in particolar modo per le manovre d'appontaggio, che erano a carico completo del pilota, mentre americani e inglesi erano assistiti dalla portaerei; d'altra parte, il forte spirito di segregazione tra ufficiali e sotto-ufficiali piloti impediva a questi ultimi di fare carriera e di sostituirli.
Viceversa l'aviazione dell'esercito, che all'inizio del conflitto era inferiore sia per numero che per qualità, iniziò a sopravanzare quella della marina, anche se rimase una forza armata secondaria nei piani dello stato maggiore nipponico. Questo fu visto da molti come un'umiliazione per la marina, e il ricorso ai kamikaze fu anche un modo per riaffermare la superiorità morale del corpo.

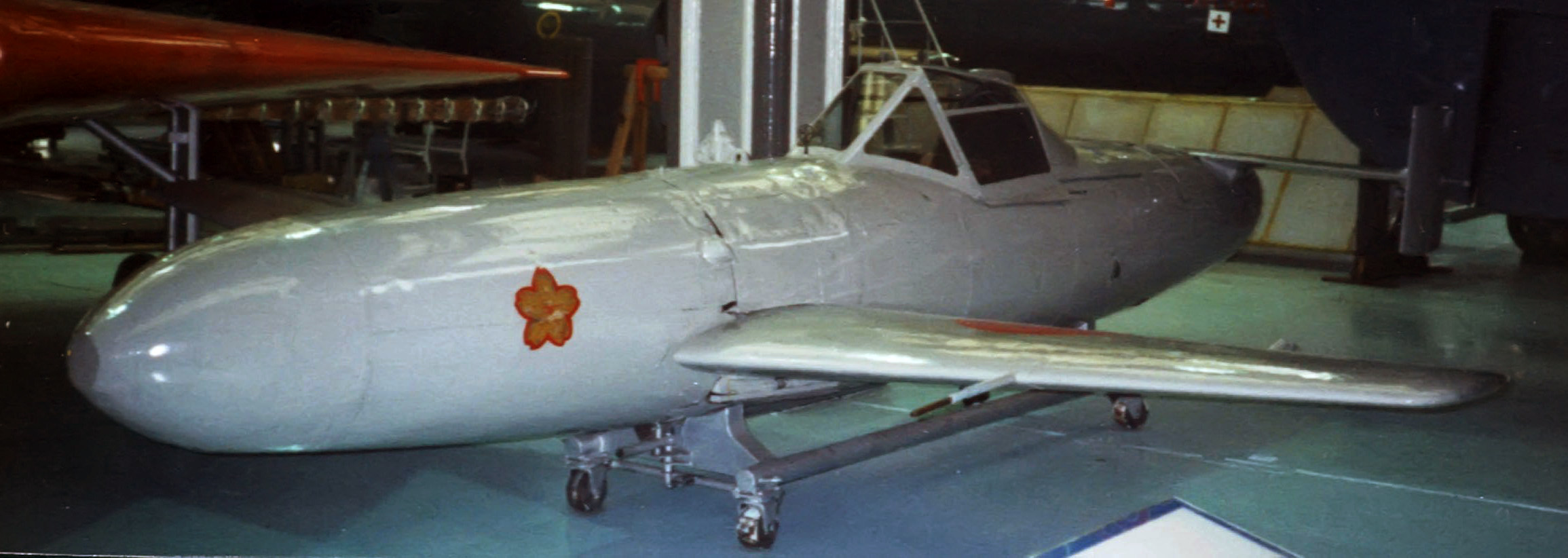
Un Yokosuka MXY-7 Ohka (soprannominato dagli americani baka, cioè stupido) non utilizzato e ospitato in un museo

Uno dei velivoli utilizzati, lo Yokosuka MXY-7 Ohka, era praticamente una bomba volante, che il pilota si limitava a dirigere contro l'obiettivo. Furono impiegati per la prima volta nel golfo di Leyte, suscitando paura tra gli americani, ma complessivamente diedero un risultato trascurabile ai fini del conflitto. L'aviazione nipponica era organizzata in cinque armate con zone di operazione ben definite.
Soppressa con la fine della guerra, oggi la marina giapponese ha un'aviazione, il cui nome tradotto in inglese è Japan Maritime Self-Defense Force Aviation.

## Assi della caccia
| Nome                | Abbattimenti | Medaglie ricevute | Note                                                        | Foto |
| Hiroyoshi Nishizawa | 87           |                   | fonti diverse gli attribuiscono dai 120 ai 150 abbattimenti |      |
| Tetsuzō Iwamoto     | 94           |                   | nel suo diario personale sono annotati 202 abbattimenti     |      |
| Shoichi Sugita      | 70           |                   | fonti diverse gli attribuiscono 80 abbattimenti             |      |
| Saburō Sakai        | 64           |                   |                                                             |      |
| Takeo Okamura       | 54           |                   |                                                             |      |
| Toshio Ōta          | 34           |                   |                                                             |      |
| Kazuo Sugino        | 32           |                   |                                                             |      |
| Jun'ichi Sasai      | 27           |                   |                                                             |      |
| Kunimori Nakakariya | 16           |                   |                                                             |      |
| Sito Origami        | 10           |                   |                                                             |      |
| Toshiyuki Sueda     | 9            |                   |                                                             |      |
| Ayao Shirane        | 9            |                   |                                                             |      |
| Enji Kakimoto       | 5            |                   |                                                             |      |